# Одранци
Одранци (словен. Odranci) је једино насеље и управно средиште истоимене општине Одранци, која припада Помурској регији у Републици Словенији.
По попису становништва из 2011. године насеље Одранци имало је 1.693 становника.